# Cantone di Tullins
Il Cantone di Tullins è una divisione amministrativa dell'arrondissement di Grenoble.
A seguito della riforma approvata con decreto del 18 febbraio 2014, che ha avuto attuazione dopo le elezioni dipartimentali del 2015, è passato da 10 a 13 comuni.

## Composizione
I 10 comuni facenti parte prima della riforma del 2014 erano:
- Cras
- Montaud
- Morette
- Poliénas
- Quincieu
- La Rivière
- Saint-Paul-d'Izeaux
- Saint-Quentin-sur-Isère
- Tullins
- Vatilieu

Dal 2015 i comuni appartenenti al cantone sono i seguenti 13:
- Beaucroissant
- Charnècles
- Moirans
- Montaud
- Poliénas
- Réaumont
- Renage
- Rives
- Saint-Blaise-du-Buis
- Saint-Jean-de-Moirans
- Saint-Quentin-sur-Isère
- Tullins
- Vourey